# Deuxième Avenue
La Deuxième Avenue est une avenue de l'arrondissement de Manhattan à New York.

## Situation et accès
Située dans l'East Side, elle s'étend de Houston Street, dans l'East Village, jusqu'à la Harlem River, au nord de Manhattan.
L'avenue traverse de nombreux quartiers de Manhattan, parmi lesquels se trouvent successivement du sud au nord : Lower East Side, East Village, Gramercy, Murray Hill, Yorkville, et East Harlem.

## Origine du nom
Les avenues sont orientées du nord au sud et numérotées de l'ouest vers l'est, à partir de la Première Avenue.
La Deuxième Avenue est donc la deuxième ligne verticale à l'est de l'île, d’où son nom.

## Historique
Elle fait partie du célèbre Commissioners’ Plan de 1811, un plan d'urbanisme qui a structuré Manhattan en un quadrillage rigoureux de rues et d'avenues.